# Operophtera rectipostmediana
Operophtera rectipostmediana là một loài bướm đêm trong họ Geometridae.